# Again (Janet-Jackson-Lied)
Again ist ein Lied von Janet Jackson aus dem Jahr 1993. Das Lied wurde erstmals im Abspann vom Film Poetic Justice (1993) veröffentlicht und erschien später auch auf Janet Jacksons Album Janet. Ein großer Erfolg wurde es in den Vereinigten Staaten, wo es Platz 1 der Billboard Hot 100 erreichte und mit einer Platinschallplatte ausgezeichnet wurde. Das Lied wurde außerdem bei der Oscarverleihung 1994 nominiert.

## Hintergrund
Vor den Aufnahmen zu ihrem fünften Studioalbum Janet. spielte Janet Jackson die Hauptrolle im Film Poetic Justice. Im Film spielt sie die junge Frau Justice, deren Freund bei einer Gang-Schießerei in South Central Los Angeles ums Leben kommt. Justice versucht ihre Trauer durch das Schreiben von Gedichten zu verarbeiten. Das Filmen prägte auch Jacksons Songwriting, indem sie versuchte, das Album poetischer und ernsthafter anzulegen und ihr Augenmerk weniger als auf den Vorgängeralben auf Dance-Tracks zu richten.
Das Lied Again war vom Produzenten-Duo Jimmy Jam und Terry Lewis als experimenteller Track für das Album geschrieben worden. Jackson mochte die Melodie, doch erst als die Filmproduzenten anfragten, einen exklusiven Song von Janet Jackson für den Film zu bekommen, erinnerten sich die drei wieder an den Instrumentaltitel. Janet Jackson schrieb daraufhin einen Text für die Popballade.
Der Song lief im Abspann des Films, befand sich aber nicht auf dem Soundtrack-Album. Stattdessen verwendete Jackson ihn für ihr Album und koppelte es am 12. Oktober 1993 als dritte Single aus. Auf der Single befanden sich außerdem das Jazz-Funk-Stück Funky Big Band sowie eine französische Version des Songs, die beide auch auf dem Album vertreten waren.

## Musikvideo

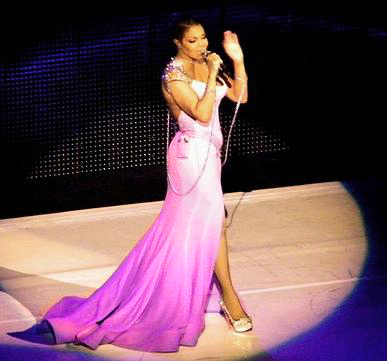
Jackson mit Again 2011

Das Video zeigt Janet Jackson, wie sie den Song schreibt. Dabei sind Szenen mit ihrer verflossene Liebe, gespielt von Schauspieler Gary Dourdan, in Flashbacks zu sehen. Ein weiteres Video mit Szenen aus dem Film wurde ebenfalls erstellt. Beide Videos wurden von ihrem damaligen Ehemann René Elizondo Jr. gedreht. Das Originalvideo wurde später für die VHS-Kompilation Janet. sowie die DVD From Janet to Damita Jo: The Videos verwendet, das Video mit den Filmszenen dagegen für das Videoalbum zu All for You.

## Rezeption und Charterfolg
Das Lied wurde sowohl bei der Oscarverleihung 1994 als Bester Song als auch beim Golden Globe als Bester Filmsong nominiert. Bei beiden Verleihungen gewann jedoch Streets of Philadelphia von Bruce Springsteen aus dem Film Philadelphia.
In den Billboard Hot 100 erreichte das Lied im Oktober 1993 Platz eins der Charts und wurde mit einer Platin-Schallplatte ausgezeichnet. Des Weiteren erreichte die Single Platz sieben der Billboard R&B Charts. In den deutschen Charts erreichte Again Platz 20. Im Vereinigten Königreich gelangte es in die Top 10 bis auf Platz sechs und wurde mit einer Silbernen Schallplatte ausgezeichnet.
| ChartsChartplatzierungen       | Höchstplatzierung | Wochen |
| ------------------------------ | ----------------- | ------ |
| Deutschland (GfK)              | 29 (16 Wo.)       | 16     |
| Schweiz (IFPI)                 | 20 (11 Wo.)       | 11     |
| Vereinigtes Königreich (OCC)   | 6 (11 Wo.)        | 11     |
| Vereinigte Staaten (Billboard) | 1 (23 Wo.)        | 23     |

## Coverversionen
Der Singer-Songwriter How to Dress Well coverte den Song für sein 2012er Album Total Loss.
Ein Sample des Songs verwendete Iyaz für seinen 2010er Song Solo. Stanley Clarke verwendete die Melodie außerdem 1995 für Lucky Again von seinem Album At the Movies.